# Andorra agrícola
Andorra agrícola fou la primera publicació periòdica andorrana especialitzada. El primer número va publicar-se l'1 de maig del 1933.
La revista contenia articles dedicats a l'avicultura, agricultura, indústries rurals, ramaderia, apicultura, etc. Tanmateix al primer número deixava palesa la voluntat de fer-se ressò de les necessitats del país i de denunciar les injustícies i abusos que es cometien, especialment per part de les grans companyies que tenien concessions a Andorra.
Xavier d'Areny-Plandolit declara que el motiu principal per crear la revista fou donar a conèixer el Museo de Ciencias Naturales, que el Dr. Pau Xavier d'Areny Plandolit, va fundar i instal·lar a Ordino. Amb aquesta voluntat, s'inclou a partir del número 28 una secció fixa titulada "Ciencias Naturales. Sección oficial del Museo Areny de Ordino, Rep. de Andorra".
Els 16 primers números adjuntaven els fascicles d'un llibret titulat "Resum de falconeria".
La major part dels articles eren escrits en català, però també en contenia alguns en castellà. Tenia una periodicitat mensual.
Els directors foren Pau Xavier d'Areny Plandolit, fins al número 35, on s'anuncia la seva mort, i el seu fill Xavier d'Areny Plandolit, fins al darrer número, el 39.
Segons Xavier d'Areny Plandolit la revista va deixar de publicar-se motivada per la situació política a Espanya.

## Col·laboradors[5]
- Ramon d'Areny Plandolit
- F. Simó Amorós
- Francisco Carreras Candi
- R. de Mas Solanés
- Emili Deu
- Frederic López i Sánchez
- Eiñe
- R. Valls
- Ricardo G. Marco
- Rozesco
- Wera B. De Jiménez
- J. Puig del Real
- Wenceslao Morales
- Vicens Ozores Neira
- Romà Gassó
- M. Bernard Cervera
- Josep Nieto Garcia
- Juan Pallí
- Ciñe
- Josep Maria Callís Torner
- F. de P. Acevedo
- Manuel Maestro
- F. Gutiérrez de Urbina
- José Cruz Lapazarán
- C. Quintana Ruiz
- Ed. M. Stevens
- Lluís Creus
- Carlos Casado
- A. Acevedo
- José Nogues
- Antonio Pinto
- J. E. van der Laat